# 栁澤哲
栁澤 哲（やなぎさわ さとし、1971年1月19日 - ）は、日本の陸上競技選手、指導者。現在は山梨学院大学陸上競技部コーチ。
専門は競歩。男子5000m競歩、男子10000m競歩、男子20km競歩、男子30km競歩の元日本記録保持者である。シドニーオリンピック代表。2001年世界陸上エドモントン大会の男子20km競歩でこの種目として日本人初の7位入賞。長野県中野市出身。山梨学院大学卒業。綜合警備保障勤務ののち株式会社協和所属していた。世界陸上-五輪などでは競歩競技実況のTV解説を務める。

## 経歴
ジュニア・学生時代から日本のトップ選手として活躍。
1994年、1995年と男子20km競歩で日本記録を樹立。1995年、1999年とIAAFワールドカップ競歩に出場。
1996年には1月の日本選手権男子20km競歩を制したが、アトランタオリンピック最終選考会となった同年4月の全日本競歩輪島大会男子20km競歩で終盤トップを進んでいたものの、残り2km地点で無念の失格。アトランタオリンピック男子20km競歩は池島大介のみが選ばれたため代表入りできなかった。
その後しばらく低迷していたが、2000年1月の日本選手権男子20km競歩で日本記録で優勝(この記録は2013年､同大会にて鈴木雄介に破られるまで13年間保持した)。同年のシドニーオリンピック出場を果たす（シドニーオリンピックの途中計時で10km競歩の当時の日本記録を打ち立てた）。
翌2001年世界陸上選手権で男子20km競歩では終盤まで先頭集団に混じり、この種目日本選手初となる7位入賞の快挙を成し遂げた。その後も2002年アジア競技大会男子20km競歩銅メダルなど、トップ選手として活躍していたが、谷井孝行や山崎勇喜の台頭により、後進に道を譲る形で第一線を退いた。
現在は東京大学生涯スポーツセンターに勤務しながら、会社の後輩でもあった明石顕の専任コーチと母校山梨学院大学の陸上競技部競歩部門コーチを務めている。2007年世界陸上選手権の中継では競歩種目のコース上解説者、2011年世界陸上競技選手権、2012年ロンドンオリンピック、2013年世界陸上競技選手権大会の中継でも競歩種目の解説者を務めた。2011年10月からはTOTO助成「若手スポーツ指導者長期在外研修事業」によりオーストラリアにコーチ留学している。
また、2000年春の赤坂5丁目ミニマラソンにもゲストで参加。間寛平ら芸能人ランナーたちを寄せ付けなかった(5位)。
2019年より、一般社団法人国際統合リハビリテーション協会と連携し、ウォーキング療法士を監修し、理学療法士、作業療法士にウォーキング指導を行っている。

## 自己記録
- 5000m競歩 19分09秒90（1995年10月1日)
- 10km競歩 39分56秒（2000年9月22日)
- 15km競歩 59分49秒（2000年1月30日)
- 20km競歩 1時間19分29秒（2000年1月30日)